# San Emilio (Ilocos Sur)
San Emilio es un municipio de cuarta categoría situado en la provincia de Ilocos Sur en Filipinas. Según el censo de 2000, contaba con 6.717 habitantes en 1.276 hogares. 

## Barangays
San Emilio tiene 8 barangays.
- Cabaroan (Pob.)
- Kalumsing
- Lancuas
- Matibuey
- Paltoc
- Sibsibbu
- Tiagán
- San Miliano

## Historia
A finales del siglo XIX la provincia de Ilocos del Sur comprendía las comandancias de Amburayan y de Tiagán.